# شهرستان له اتشمن
شهرستان له اتشمن (به انگلیسی: Les Etchemins Regional County Municipality) یک منطقهٔ مسکونی در کانادا است که در شودییر-آپالاش واقع شده‌است. شهرستان له اتشمن ۱٬۸۱۹٫۴۰ کیلومتر مربع مساحت و ۱۷٬۲۵۴ نفر جمعیت دارد.